# El Carmen de Atrato
El Carmen de Atrato – miasto w Kolumbii, w departamencie Chocó.